# Усова, Анна Сергеевна
Анна Сергеевна Усова (род. 12 октября 1991, Калуга) —  российская волейболистка, заслуженный мастер спорта России. Капитан женской сборной команды России по волейболу среди инвалидов по слуху.

## Биография
Родилась в Калуге 1 октября 1991 года в  спортивной семье. Её отец  Сергей Юрьевич Усов  —  заслуженный мастер спорта по волейболу, двукратный чемпион Сурдлимпийских игр, многократный чемпион России и СССР среди инвалидов по слуху.
Выпускница калужской школы-интерната № 5. Высшее образование —  Калужский государственный университет им. К.Э. Циолковского.
Воспитанница Физкультурно-спортивного центра  «Лидер» для лиц с отклонениями в состоянии здоровья и инвалидов. Тренер Наталья Юрьевна Усова (мать Анны)
Свободное время предпочитает заполнять танцами, чтением и рисованием. Живёт в Калуге.

## Достижения
- Многократная  победительница первенства России по волейболу среди глухих спортсменов
- Серебряный призёр чемпионата Европы (2015)[5]
- Бронзовый призёр чемпионата Европы (2007)
- Бронзовый призёр чемпионата мира (2012, 2016)
- 5-е место на XXI летних Сурдлимпийских играх глухих  (Тайвань, 2009)
- Бронзовый призёр чемпионата России (2013)
- Победительница Кубка России (2013, 2016)
- Бронзовый призёр XXII летних Сурдлимпийских игр   (Болгария, 2013)
- Мастер спорта России (2011)[6]
- Заслуженный мастер спорта России (2013)[7]
- Неоднократно включалась в список лучших спортсменов Калужской области[8]